# Университет химической технологии и металлургии
Университет химической технологии и металлургии (болг. Химикотехнологичният и металургичен университет, ХТМУ) — государственный университет в столице Болгарии г. София.

## История
Основан в 1953 году как Институт химической технологии (болг. Химикотехнологичният институт, ХТИ) — один из новых вузов, возникших при разделении на них Държавна политехника «Сталин». Первоначально включал два факультета — инженерно-химический и металлургии. Первым ректором стал профессор д-р Борис Загорчев. С 1963 это был Высший химикотехнологический институт (болг. Висш химикотехнологичен институт, ВХТИ).

## Структура
- Факультет химической технологии
- Факультет химических и системотехники
- Факультет металлургии и материаловедения
- Департамент химических наук
- Отдел физико-математических и технических наук
- Отдел гуманитарных наук